# Tỷ lệ mỡ cơ thể
Tỷ lệ mỡ cơ thể (Body fat percentage) của một sinh vật là tổng khối lượng của mô mỡ chia cho tổng khối lượng cơ thể, nhân với 100. Mỡ cơ thể bao gồm mỡ cơ thể thiết yếu và mỡ cơ thể dự trữ. Mỡ cơ thể thiết yếu là cần thiết để duy trì sự sống và các chức năng sinh sản. Tỷ lệ mỡ cơ thể thiết yếu ở phụ nữ cao hơn ở nam giới do nhu cầu sinh con và các chức năng nội tiết tố khác. Mỡ cơ thể dự trữ bao gồm chất béo tích tụ trong mô mỡ, một phần trong số đó bảo vệ cơ quan nội tạng ở ngực và vùng bụng. Có một số phương pháp để xác định tỷ lệ mỡ cơ thể, chẳng hạn như đo bằng thước kẹp hoặc thông qua việc sử dụng phân tích trở kháng điện sinh học. Tỷ lệ mỡ cơ thể là thước đo mức độ thể lực, vì đây là phép đo cơ thể duy nhất có thể tính toán trực tiếp thành phần cơ thể tương đối của một người mà không liên quan đến chiều cao hoặc cân nặng. Chỉ số khối cơ thể (BMI) được sử dụng rộng rãi cung cấp một phép đo cho phép so sánh tình trạng béo phì của những cá nhân có chiều cao và cân nặng khác nhau. Trong khi BMI tăng đáng kể khi tình trạng béo phì tăng, do sự khác biệt về thành phần cơ thể, các chỉ số khác về mỡ cơ thể cho kết quả chính xác hơn, chẵng hạn những cá nhân có khối lượng cơ lớn hơn hoặc xương lớn hơn sẽ có BMI cao hơn. Về mặt dịch tễ học thì tỷ lệ mỡ cơ thể ở một cá nhân thay đổi tùy theo giới tính và độ tuổi.

## Tổng quan
Có nhiều cách tiếp cận lý thuyết khác nhau về mối quan hệ giữa tỷ lệ mỡ cơ thể, sức khỏe, khả năng vận động. Do đó, các cơ quan có thẩm quyền khác nhau đã đưa ra các khuyến nghị khác nhau về tỷ lệ mỡ cơ thể lý tưởng. Ở nam giới, tỷ lệ phần trăm mỡ cơ thể trung bình dao động từ 23% ở độ tuổi 16–19 đến 31% ở độ tuổi 60–79. Ở nữ giới, tỷ lệ phần trăm mỡ cơ thể trung bình dao động từ 32% ở độ tuổi 8–11 đến 42% ở độ tuổi 60–79, nhưng điều quan trọng là phụ nữ cần ít nhất 9% mỡ cơ thể nhiều hơn nam giới để có cuộc sống khỏe mạnh bình thường. Dữ liệu từ cuộc khảo sát NHANES năm 2003–2006 cho thấy ít hơn 10% người lớn ở Mỹ có tỷ lệ mỡ cơ thể "bình thường" (được định nghĩa là 5–20% đối với nam giới và 8–30% đối với nữ giới). Kết quả từ cuộc khảo sát NHANES 2017–2018 chỉ ra rằng ước tính có 43% người lớn không sống trong viện dưỡng lão ở Hoa Kỳ trong độ tuổi 20–74 bị béo phì (bao gồm 9% bị béo phì nghiêm trọng) và 31% khác bị thừa cân. Chỉ có 26% có cân nặng bình thường hoặc thiếu cân. Năm 1983, tỷ lệ mỡ cơ thể của các vận động viên Olympic người Mỹ trung bình là 14–22% đối với phụ nữ và 6–13% đối với nam giới. 
Chất béo thiết yếu là mức mà sức khỏe thể chất và sinh lý sẽ bị ảnh hưởng tiêu cực và dưới mức đó thì chắc chắn tử vong. Hiệu suất thể thao có thể bị ảnh hưởng bởi mỡ cơ thể: Một nghiên cứu của Đại học Arizona chỉ ra rằng tỷ lệ mỡ cơ thể lý tưởng cho hiệu suất thể thao là 12–18% đối với phụ nữ và 6–15% đối với nam giới. Người tập thể hình có thể thi đấu ở mức mỡ cơ thể cần thiết. Các huấn luyện viên cá nhân được chứng nhận sẽ đề xuất các vận động viên chỉ nên giữ mức mỡ cơ thể cực thấp đó trong thời gian thi đấu. Tuy nhiên, không rõ liệu mức đó có thực sự đạt được hay không vì (a) các phương tiện để đo mức đó, thiếu nguyên tắc và không chính xác, và (b) 4–6% thường được coi là mức tối thiểu về mặt sinh lý đối với nam giới. Chỉ số tròn trịa cơ thể (Body roundness index/BRI) là một chỉ số hình học được tính toán dùng để định lượng hình dạng cơ thể của một người. Dựa trên nguyên tắc độ lệch tâm của cơ thể, chỉ số này cung cấp một công cụ trực quan và nhân trắc học nhanh để đánh giá sức khỏe. Điểm BRI dao động từ 1 đến 16, với hầu hết mọi người nằm trong khoảng từ 1 đến 10, mặc dù những người có điểm từ 6,9 trở lên - biểu thị cơ thể tròn trịa, rộng hơn - được phát hiện có nguy cơ tử vong do mọi nguyên nhân tăng tới 49% so với những người có BRI trung bình là 5. Trong một đánh giá năm 2020, BRI cao có liên quan đến việc tăng nguy cơ mắc hội chứng chuyển hóa và một số bệnh khác.